# Nasalvokal
Ein Nasalvokal wird gebildet, indem das Velum gesenkt wird, so dass pulmonale Luft gleichzeitig durch den Nasenraum und den Mundraum entweichen kann. Nasale Vokale stehen den oralen Vokalen gegenüber, bei denen der Nasenraum durch das Anliegen des Velums an die Rachenrückenwand geschlossen ist.
Nasalvokale mit phonologischem Charakter sind typisch für das Französische, sie kommen allerdings phonematisch auch im gegischen Dialekt des Albanischen, im Portugiesischen und Bretonischen, in sino-tibetischen Sprachen, im Polnischen und im Kaschubischen vor. Auch einige deutsche Dialekte (z. B. Schwäbisch und Bairisch) verwenden Nasalvokale.
Durch die starke Verbreitung des Französischen als Weltsprache im 17. Jahrhundert sind Nasalvokale zusammen mit dem französischen Fremdwortgut in fast alle Kultursprachen eingedrungen, so auch ins Deutsche, wo das Wort Restaurant standardsprachlich mit einem Nasalvokal ausgesprochen wird.
In der Lautschrift werden Nasalvokale bzw. Nasalierung in der Regel durch eine Tilde (◌̃, z. B. [õ] für nasales o) gekennzeichnet, früher auch durch ein Ogonek (◌̨) unter dem Vokal.
Von den Nasalvokalen sind die nasalen Konsonanten zu unterscheiden, bei denen die pulmonale Luft nur durch den Nasenraum entweicht.

## Schreibung und Aussprache

### Französisch & Portugiesisch
Während bei französischen Nasalvokalen das Gaumensegel immer von Anfang des Vokals an gesenkt ist, wird es im Portugiesischen nach Beginn der Intonation des Vokals verzögert dem Zungengrund angenähert, ohne ihn zu berühren. So entsteht oft ein diphthongischer Laut. Im Gegensatz zu Französisch fin [fɛ̃], deutsch ‚Ende‘ klingt das portugiesische Adverb bem ‚gut‘ eher wie [bɛĩ]. Und die Aussprache der Buchstabengruppe -im in fim [fĩ], deutsch ‚Ende‘, tatsächlich eher [fiĩ], unterscheidet sich nur wenig von der der Gruppe -inh- [-iɲ-] in Martinho [mɐrˈtiɲu], deutsch ‚Martin‘. Entsprechend wird das Adjektiv bom ‚gut‘ eher wie [bow̃] gesprochen und nicht wie das französisch Adjektiv bon [bɔ̃], deutsch ‚gut‘.

### Polnisch
Im Polnischen werden nasale Vokale durch einen Ogonek ( ̨) gekennzeichnet: Es sind dies Ą und Ę.
Das ą wird grundsätzlich [⁠ɔ̃⁠], das ę [⁠ɛ̃⁠] ausgesprochen; vor Verschlusslauten (Plosiven) wird es aber in [⁠ɔ⁠] bzw. [⁠ɛ⁠] und den entsprechenden nasalen Konsonanten getrennt: vor b und p zu [ɔm, ɛm], vor ć (ci) und dź (dzi) zu [ɔɲ, ɛɲ], vor c, d und t zu [ɔn, ɛn] und vor g und k zu [ɔŋ, ɛŋ].
Praktisch werden die Vokale nur vor Zischlauten nasal ausgesprochen, das ą auch am Wortende (dort wird das ę wie e gesprochen).

### Kaschubisch
Das Kaschubische verfügt über zwei Nasalvokale, und zwar den hinteren Nasalvokal Ą und den vorderen Nasalvokal Ã. Das ą wird grundsätzlich [⁠ɔ̃⁠], das ã [⁠ɑ̃⁠] ausgesprochen.

### Indoarische Sprachen
Im Hindi kommen sämtliche Vokale (kurz: a, i, u; lang: a:, e:, i:, o:, u:, æ:, ɔ:) auch nasal vor. Nasalvokale sind sehr häufig, vor allem in Pluralendungen. Auch Panjabi und Bengalisch kennen Nasale.
In den indischen Schriften gibt es zwei Zeichen für die Nasalierung von Vokalen: Chandrabindu (Devanagari:  ँ, m̐) und Anusvara ( ं, ṁ).  Im Hindi werden Buchstaben mit Chandrabindu immer nasaliert, beim Anusvara erfolgt vor Verschlusslauten und nasalen Konsonanten eine Trennung von Vokal und Nasal (siehe Anusvara). In den arabischen Alphabeten des Urdu und Panjabi zeigt das Zeichen Nun-e ghunna die Nasalierung eines Vokals an.